# 椎原克知
椎原 克知（しいばら かつとも、1972年1月30日 - ）は、日本の俳優である。文学座所属。大分県出身。

## 来歴
- 文化庁派遣在外研究生として2006年9月から2007年8月までニューヨークの演劇学校に留学していた。

## 出演作品

### 舞台
1999年
- 初舞台『北の阿修羅は生きているか』(文学座本公演)：紀伊國屋サザンシアター
- 『翔べない金糸雀の唄』(本公演)：俳優座劇場

2000年
- 『女の一生』(本公演)地方公演

2001年
- 『モンテ・クリスト伯』(本公演)：紀伊國屋サザンシアター
- 『リテラシー』(蛍百貨店)：中野スタジオあくとれ

2003年
- 『ホームバディ／カブール』(文学座アトリエ公演)
- 『貝殻を拾う子供』：こまばアゴラ劇場
- 『喪服のエレクトラ』(アリストパネスカンパニー)：スタジオAR

2004年
- 『眠り姫ー-sleeping beauty-』(本公演)：全労済ホールスペース・ゼロ
- 『モンテ・クリスト伯』(本公演)再演、アートスフィア
- 『松陰狂騒曲』(アリストパネスカンパニー)

2005年
- 『ぬけがら』(アトリエ)10年地方巡演

2006年
- 『エスペラント』(アトリエ）
- 『チェンジングルーム』：こまばアゴラ劇場
- 『青空のメロディー』（吉祥寺NETS）：シアター・グリーン

2008年
- 『ブルーストッキングの女たち』(京楽座）：シアターχ
- 『トムは真夜中の庭で』（本公演）：日生劇場
- 『ウル・ファウスト』：まつもと市民芸術館
- 『アウトロー・WE望郷編〜姜琪東句集より〜』(京楽座）：紀伊國屋サザンシアター

2009年
- 『向日葵の柩』可児市文化創造センター(小劇場)
- 『崩れたバランス』(文学座アトリエの会）：文学座アトリエ

2010年
- 『十二夜』(シェイクスピアシアター)：俳優座劇場
- 『男は男だ』（日本劇団協議会）：恵比寿エコー・劇場

2011年
- 『ソープオペラ』（日本劇団協議会）：中野劇場MOMO
- 『合唱曲第58番』（田上パル）：富士見市民文化会館キラリ☆ふじみ
- 『BENT』：座・高円寺
- 『大逆の影』（アリストパネス・カンパニー）：スタジオAR
- 『アルテヴィーヴァコンサートクオーレ』（作・演出・出演）：大分iichiko音の泉ホール

2012年
- 『救世軍バーバラ少佐』：スタジオAR

2013年
- 『ウェルズロード12番地』（日本劇団協議会）：青年座劇場

### テレビドラマ
- NHK大河ドラマ 葵 徳川三代（2000年、NHK）
- JKと六法全書 第5話（2024年5月17日、テレビ朝日） - 佐々木司 役[2]
- D&D〜医者と刑事の捜査線〜 第1話（2024年10月18日、テレビ東京） - 山木健一の父 役
- イグナイト -法の無法者- 第4話・第5話（2025年5月9日・16日、TBS） - 高井戸遼介 役

### テレビアニメ
- OVERMANキングゲイナー

### 劇場版アニメ
- 千と千尋の神隠し

### 映画
- 釣りバカ日誌19 ようこそ!鈴木建設御一行様
- 八日目の蝉

### ラジオドラマ
- 唐棣色の明日（NHK・FMシアター）